# Néodamodes
Les néodamodes (en grec ancien νεοδαμώδεις / neodamốdeis) sont des Hilotes affranchis à la suite de leur service comme hoplites dans l'armée lacédémonienne.
La date de leur apparition est discutée. Thucydide n'explique pas l'origine de cette catégorie spéciale. Jean Ducat, dans son ouvrage de référence, Les Hilotes (1990), pense que le statut a « été largement inspiré par les mesures que les circonstances avaient dicté concernant les Brasidiens », c'est-à-dire les Hilotes affranchis à la suite de leur participation dans l'expédition de Brasidas (424 av. J.-C.).
Leur existence est attestée de 420 à 369 av. J.-C. Ils font partie intégrante de l'armée civique et 2000 d'entre eux participent, par exemple, à la campagne d'Agésilas II en Ionie, de 396 à 394 av. J.-C.
Leur nom vient de νέος / néos, « nouveau » et de δῆμος / dêmos, « dème, territoire ». Contrairement à ce que rapporte Hésychios d'Alexandrie, qui rapproche les néodamodes des démotes (citoyens habitants d'un dème) athéniens, ils n'acquièrent pas une pleine citoyenneté. Le suffixe -ώδης (-ôdês) marque seulement une ressemblance. En effet, le dème rejoint est seulement celui des Périèques.